# Martin 2-0-2
Martin 2-0-2 — американский пассажирский самолёт, оснащенный двумя поршневыми двигателями. Разработан авиастроительной компанией Glenn L. Martin Company. Первый полёт прототипа выполнен 22 ноября 1946 года. Серийное производство осуществлялось в 1947—1948 годах, выпущено 47 самолётов.

## История
В конце Второй Мировой войны перед компанией Glenn L. Martin Co. остро стал вопрос загрузки авиационного завода в Балтиморе, на котором сворачивался выпуск большой серии бомбардировщиков B-26 Marauder и завод оставался без заказов. Производство необходимо было загрузить чем либо столь же массовым.
Изучив рынок, Гленн Мартин решил сделать ставку на ближнемагистральный региональный транспортный самолёт, способный заменить дугласовские DC-3 и C-47. Главной целью было получить крупный заказ от авиакомпании American Airlines.  
Разработка нового самолёта началась в конце 1944 года. Первоначально самолёт был рассчитан на перевозку 30 пассажиров, но затем количество мест было увеличено до 40. Новая модель получила название Martin 2-0-2. В соответствии с требованиями American Airlines компания предложила двухмоторный низкоплан, оснащённый 18-цилиндровыми двухрядными звездообразными двигателями Pratt & Whitney R-2800-CA18 Double Wasp. 
При разработке самолёта были внедрены несколько новых конструктивных решений — в хвостовой части фюзеляжа был расположен встроенный входной трап; заправочные горловины находились на нижних панелях крыла, что обеспечивало заправку со скоростью 757 литров (200 галлонов) в минуту; были применены реверсивные воздушные винты. 
Было изготовлено три прототипа — два для лётных испытаний, а третий для статических испытаний. Первый из двух прототипов поднялся в воздух 22 ноября 1946 года с заводского аэродрома в Балтиморе. В первом полёте не удалось зафиксировать левую опору шасси и при посадке самолёт получил повреждения. Лётные испытания второго прототипа выявили значительную поперечную неустойчивость самолёта. Из-за этого администрация гражданской авиации США отказалось выдать самолёту сертификат типа. Для устранения дефекта в конструкцию самолёта внесли ряд доработок — была увеличена стреловидность передней кромки крыла, увеличилась площадь крыла, появился форкиль. После доработок, 13 августа 1947 года, самолёт получил сертификат типа. Martin 2-0-2 стал первым послевоенным двухмоторным лайнером, сертифицированным в США.
Фирма Glenn L. Martin Co. при создании самолёта Martin 2-0-2 конкурировала с фирмой Consilidated Vultee Aircraft, которая разрабатывала аналогичный самолёт Convair 240.
Серийное производство самолёта, началось до завершения заводских испытаний. Из-за выявленных дефектов первую серийную партию из 32 самолётов пришлось дорабатывать с учетом замечаний администрации гражданской авиации США. Всего было изготовлено 47 экземпляров Martin 2-0-2, включая прототипы.
По результатам испытаний, авиакомпания American Airlines отказалась от самолёта Martin 2-0-2 в пользу Convair 240. Несмотря на это другие авиакомпании сделали большие заказы на новый авиалайнер. Eastern Air Lines и Northwest Airlines заказали по 50 самолётов, Capital Airlines — 35, Colonial Airlines — 20, TWA — 12. Однако поставки постоянно срывались, а постоянные отказы техники затрудняли регулярную эксплуатацию самолётов. В результате Northwest Airlines сократила заказ на 50 самолётов, Eastern Air Lines полностью аннулировала заказ. За ней последовали и другие потенциальные покупатели. В итоге остались лишь три заказчика — Northwest Air Lines, Linea Aeropostal Venezolana из Венесуэлы и LAN Chile из Чили.
В конце 1947 года началась коммерческая эксплуатация самолёта Martin 2-0-2. Но эксплуатация самолёта оказалась недолгой. В процессе эксплуатации были выявлены новые проблемы, потребовавшие доработок, а после катастрофы в 1948 году полёты лайнеров были запрещены, проведенные исследования выявили недостаточную прочность конструкции крыла. Доработанные экземпляры получили обозначение Martin 2-0-2A.
Первый полёт самолёта версии Martin 2-0-2A состоялся в июле 1950 года. Сертификат типа на эту модификацию допускал максимальный взлётный вес на 1406 кг больше, чем у предыдущей модели. Всего под стандарт 2-0-2А было доработано 12 самолётов. Чтобы реанимировать проект и заинтересовать потенциальных покупателей на основе версии 2-0 - 2А был спроектирован самолёт с герметичным фюзеляжем, увеличенным взлётным весом и дальностью. Была усилена конструкция самолёта, фюзеляж удлинили на один метр, что позволило установить дополнительный ряд кресел. Фактически это был новый тип самолёта, так как лишь 20% деталей конструкции и оборудования были аналогичны Marin 2-0-2. Новый самолёт получил обозначение Martin 4-0-4.

## Конструкция
Martin 2-0-2 — среднемагистральный двухмоторный пассажирский самолёт. Цельнометаллический классической схемы с низким расположением крыла и убираемым шасси. Пассажировместимость 36—40 человек. Экипаж три человека. 
Фюзеляж — круглого сечения типа полумонокок. В передней части фюзеляжа расположена пилотская кабина, далее негерметичный пассажирский салон длиной 10,57 м и высотой 2 м. Кроме багажного и грузового отсеков в салоне имеются небольшие багажные полки. Входной трап, встроенный в заднюю часть фюзеляжа, позволял производить посадку и высадку пассажиров без привлечения наземных средств, даже при работающих двигателях.  
Крыло — цельнометаллическое свободнонесущее двухлонжеронное, трапециевидное в плане. Состоит из центроплана и двух отъёмных консолей. Между лонжеронами находились мягкие топливные баки, заправочные горловины которых располагались на нижней поверхности крыльев. Механизация крыла элероны и двойные щелевые закрылки.  
Хвостовое оперение — классической схемы однокилевое цельнометаллическое.  
Шасси — трёхопорное убираемое в полёте. Основные опоры убираются в мотогондолы вперед по полёту. Передняя опора убирается назад по полёту в нишу в передней части фюзеляжа. На единой оси основных опор установлены по два колеса, оснащенных тормозами. На передней опоре одно управляемое колесо.  
Силовая установка — два поршневых 18-цилиндровых двухрядных звездообразных карбюраторных двигателя воздушного охлаждения Pratt & Whitney R-2800 CA18 Double Wasp мощностью 1800 л.с. каждый. При помощи впрыска воды мощность при взлёте увеличивалась до 2400 л.с., что позволяло взлетать с аэродромов с коротким ВПП в условиях жары и высокогорья. Двигатели устанавливались в аэродинамические мотогондолы на центроплане и закрывались капотами. Двигатели оборудовались реактивными выхлопными патрубками, дававшими дополнительную тягу и улучшавшими охлаждение силовой установки. Воздушные винты трёхлопастные изменяемого шага, флюгирующие. Запас топлива 3785 литров.  

## Эксплуатация
США
Northwest Air Lines — первый коммерческий эксплуатант самолёта Martin 2-0-2. С августа 1947 года опытный экземпляр самолёта использовался для обучения экипажей. В составе авиакомпании находилось 25 экземпляров самолёта. До января 1951 года произошел ряд катастроф, после чего пилоты авиакомпании отказывались летать на Martin 2-0-2. Самолёты ушли с линий авиакомпании окончательно, а уцелевшие экземпляры были проданы другим авиакомпаниям.
TWA — в 1950 году авиакомпания приобрела 12 самолётов версии Martin 2-0-2A на 36 посадочных мест. Первоначально самолёты были взяты в аренду на время испытаний, заказанных авиакомпанией самолётов Martin 4-0-4, но в дальнейшем арендованные самолёты были выкуплены у фирмы-изготовителя. Самолёты Martin 2-0-2 авиакомпания эксплуатировала до ноября 1961 года. 
В парке многочисленных американских авиакомпаний самолёты Martin 2-0-2 продолжали работать на региональных линиях до конца 1960-х годов. Кроме перевозки пассажиров и грузов самолёты приспосабливали в сельскохозяйственных, целях для опыления полей ядохимикатами. Под крыльями закрепляли рамки с распылителями, а в салоне поместили цистерны с ядохимикатами. 
Южная Америка
Martin 2-0-2 успешно эксплуатировались в авиакомпаниях Венесуэлы, Чили, Боливии, Колумбии. Самолёты использовались на внутренних и коротких международных линиях. 
Единственным коммерческим эксплуатантом самолёта Martin 2-0-2, за пределами Нового Света, стала японская авиакомпания  "Japanese Air Lines". В авиакомпании, с октября 1951 по октябрь 1952 года, работали пять арендованных самолётов. Самолёты были арендованы вместе с экипажами, поскольку действовал запрет на работу японским летчикам. После снятия запрета в 1952 году, арендованные самолёты были возвращены владельцу. 

## Модификации
- Martin 2-0-2 — прототип и базовая версия (1946)[2];
- Martin 2-0-2FL – модифицированный вариант для Чили (1947)[2];
- Martin 2-0-2NW – специальная версия для Northwest Airlines (1947)[2];
- Martin 2-0-2LAV – специальная версия, разработанная для поставки в Венесуэлу (1947)[2];
- Martin 2-0-2A – специальная версия, разработанная для Trans World Airlines (1947)[2];
- Martin 2-0-2E – специальная версия, разработанная для Eastern Air Lines (1947)[2].

## Операторы
Венесуэла
- Linea Aeropostal Venezolana

 Колумбия
- Aeroproveedora

 Мексика
- Servicios Aéreos Baja

 Панама
- RAPSA Panama

 США
- Admiral Airlines
- Allegheny Airlines
- California Central Airlines
- Martin Air Transport
- Modern Air Transport
- Northwest Orient Airlines
- Pacific Air Lines
- Pioneer Air Lines
- Southeast Airlines
- Southwest Airways
- Trans World Airlines
- Transocean Airlines

 Чили
- LATAM Chile

 Япония
- Japan Airlines

## Лётно-технические характеристики
Технические характеристики:
- Экипаж: 2 человека;
- Пассажировместимость: 32-40 человек;
- Длина: 21,74 м;
- Размах крыла: 28,42 м;
- Высота: 8,66 м;
- Масса пустого самолёта: 11379 кг;
- Полезная нагрузка: 6719 кг.;
- Максимальный взлётный вес: 18098 кг;
- Тип авиадвигателя: поршневой;
- Силовая установка: 2 × Pratt & Whitney R-2800 CA-18;
- Мощность: 2 × 1800 л.с.

Лётные характеристики:
- Максимальная скорость полёта: 311 км\ч;
- Крейсерская скорость: 286 кг;
- Максимальная дальность полёта: 1022 км;
- Максимальная высота полёта: 10058 м;

## Авиационные происшествия и катастрофы
По состоянию на 19 августа 2019 года, за время эксплуатации в авариях и катастрофах были потеряны 10 самолётов Martin 2-0-2, при этом погибли 163 человека.
| Дата       | Бортовой номер | Место катастрофы | Жертвы  | Краткое описание                                                                                      |
| ---------- | -------------- | ---------------- | ------- | --- |
| 29.08.1948 | NC93044        | близ Уиноны      | 37/37   | Разрушился в воздухе.                                                                                 |
| 07.03.1950 | NC93050        | Миннеаполис      | 2+13/13 | Заходил на посадку ниже глиссады в сложных метеоусловиях. Рухнул на дома.                             |
| 13.10.1950 | NC93037        | Алмелунд         | 6/6     | Разбился при посадке.                                                                                 |
| 07.11.1950 | N93040         | Бьютт            | 21/21   | Врезался в гору.                                                                                      |
| 16.01.1951 | N93054         | Рердан           | 10/10   | Разбился при посадке. Причина катастрофы определена не была.                                          |
| 05.11.1951 | N93039         | Тукумкэри        | 1/29    | Приземлился раньше полосы в условиях плохой видимости.                                                |
| 05.11.1951 | N93043         | вулкан Михара    | 37/37   | Врезался в гору.                                                                                      |
| 12.01.1955 | N93211         | округ Бун        | 2+13/13 | Столкнулся в воздухе с DC-3.                                                                          |
| 14.11.1955 | N172A          | округ Нью-Касл   | 0/3     | Пожар в двигателе. Совершил жёсткую посадку.                                                          |
| 30.12.1955 | N93061         | Сан-Франциско    | 0/0     | Сгорел в ангаре.                                                                                      |
| 21.08.1959 | N93202         | Бербанк          | 0/0     | В стоявший на земле самолёт врезался Curtiss C-46 Commando. Самолёт получил повреждения и был списан. |
| 01.12.1959 | N174A          | Уильямспорт      | 25/26   | При заходе на посадку врезался в деревья, рухнул и загорелся.                                         |